# Pediasia melanerges
Pediasia melanerges là một loài bướm đêm trong họ Crambidae.